# Дхармасету
Дхармасету (Дхарматунга) (д/н — 782) — махараджа Шривіджаї близько 775—782 роках.

## Життєпис
Ймовірно належав до династії Сома (за іншою версією належав до Шайлендерів). Основні відомості містяться в Наландському написі 860 року. Про династичні відносини з попереднім хаджі Рудравікрамою обмаль відомостей. Посів трон до 775 року. Під час свого панування підкорив державу Пан Пан, розташоване на півночі Малайського півострова.
У будійському в храмі Ват Сема Муанг Накхонсітхаммарату є стела Напис Лігор А, яка вказує на те, що Дхармасету наказав побудувати три святилища, присвячені бодхісатвам Падмапані, Ваджрапані та Будді в Лігорі. Далі в написі стверджується, що Дхармасету був головою Шайлендрів на Яві.
Його донька, Деві Тара, вийшла заміж за Самаратунгу, сина Дхараніндри, магараджи Матараму. Помер 782 року. Його наступником став зять Самаратунга.